# Бёвей
Бёве́й (фр. Beuveille) — коммуна во французском департаменте Мёрт и Мозель региона Лотарингия. Относится к кантону Лонгийон.

## География

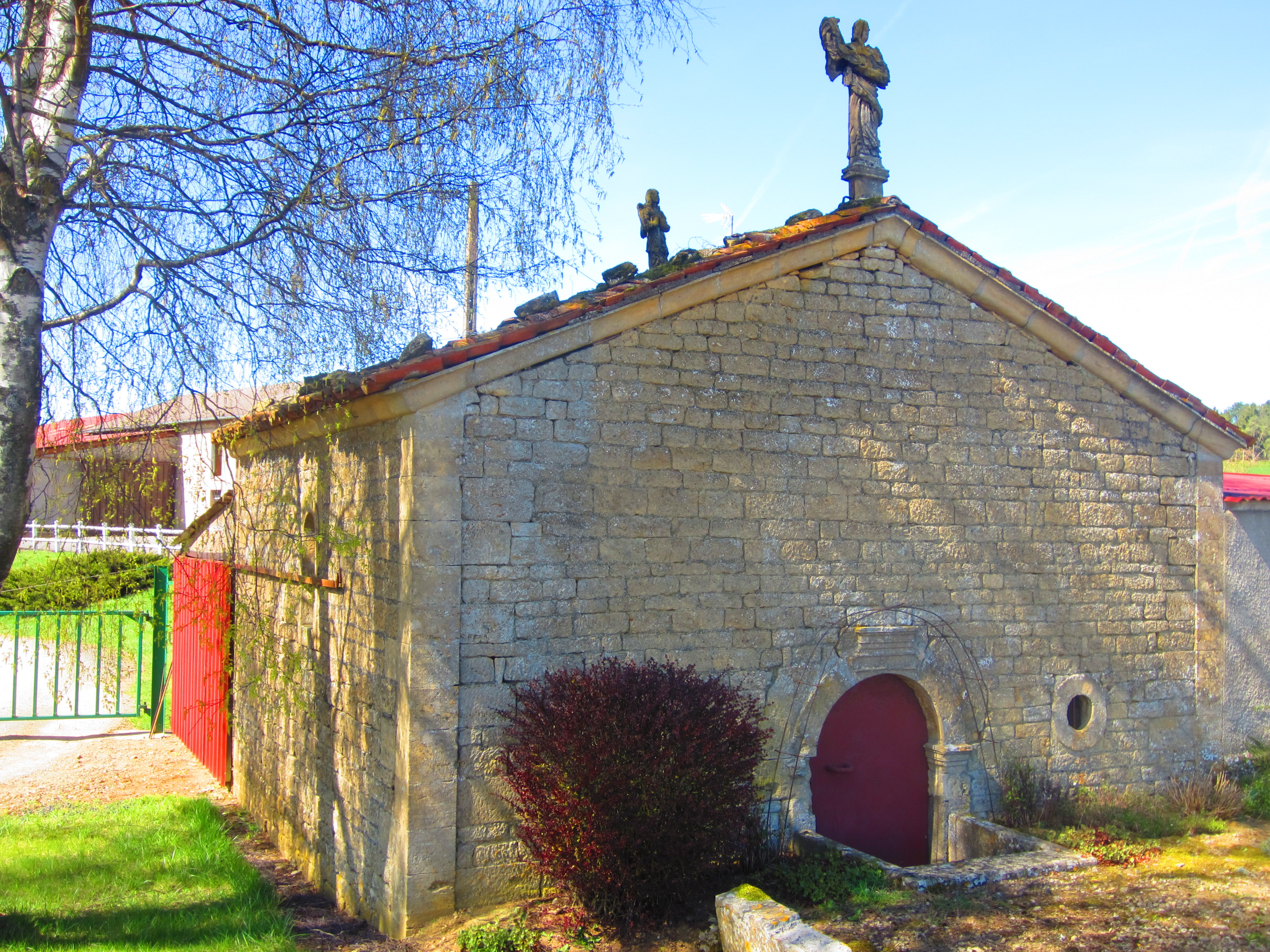
Часовня Рашон.

Бёвей расположен в 50 км к северо-западу от Меца и в 90 км к северо-западу от Нанси. Соседние коммуны: Донкур-ле-Лонгийон на северо-востоке, Балье на востоке, Пьерпон и Буамон на юго-востоке, Ан-деван-Пьерпон на юге, Лонгийон на западе.

## История
- На территории коммуны находятся следы культуры неолита.
- Коммуна принадлежала к исторической провинции Барруа.

## Демография
Население коммуны на 2010 год составляло 735 человек.
| 1962 | 1968 | 1975 | 1982 | 1990 | 1999 | 2010 |
| ---- | ---- | ---- | ---- | ---- | ---- | ---- |
| 526  | 773  | 667  | 586  | 560  | 520  | 735  |

## Достопримечательности
- Протестантская церковь 1702 года.
- Церковь Сен-Реми, построена в 1753 году.